# 蝦夷志
蝦夷志（えぞし）は、新井白石によって1720年（享保5年）1月に刊行された日本初の本格的な蝦夷地の地誌である。「蝦夷志附図」を含む全2巻。本書は、当時の日本における蝦夷地研究の先駆けとしての役割を果たした。

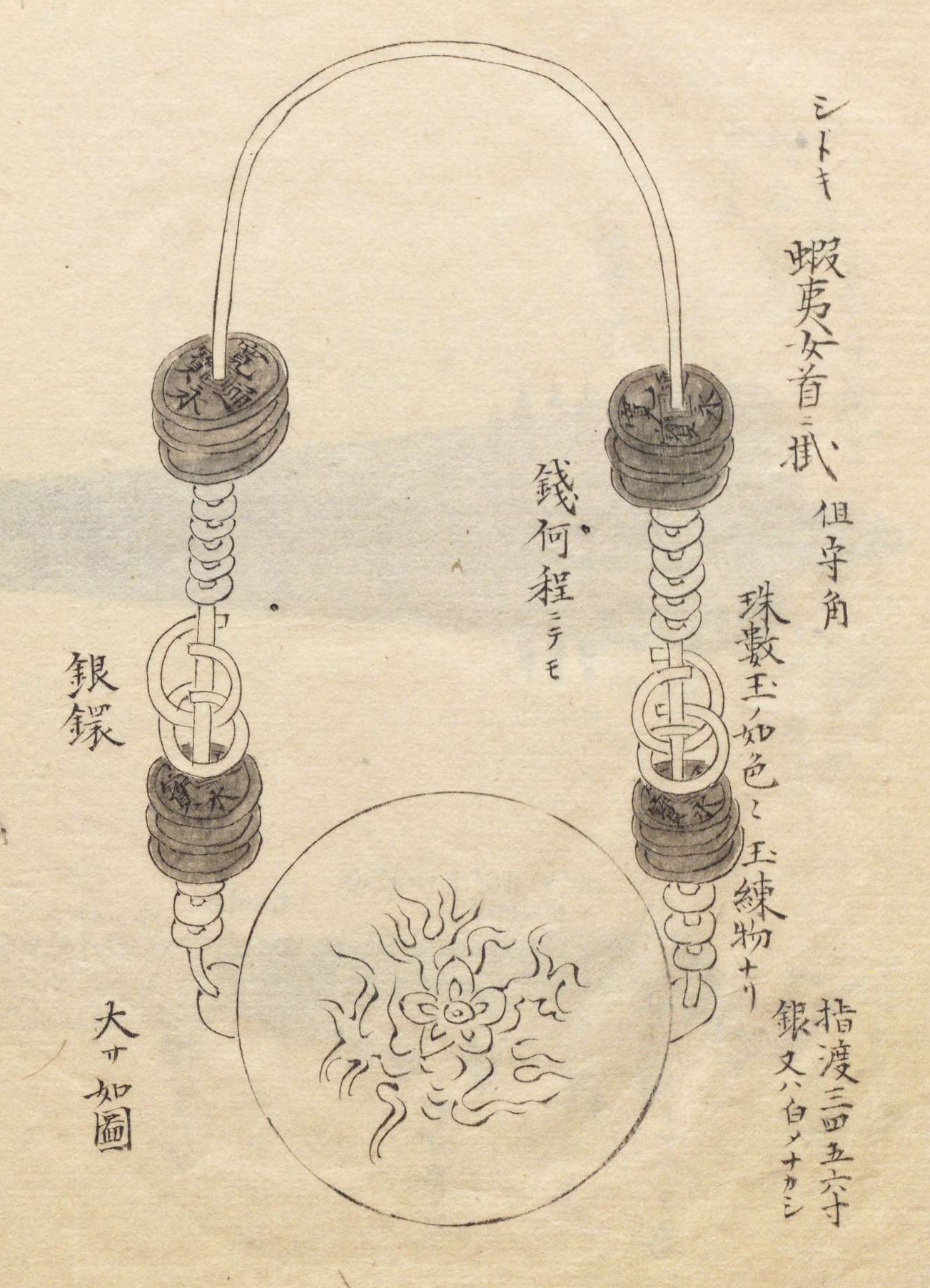
蝦夷志の巻末に描かれた飾り板であるシトキの付いたタマサイ（アイヌ語: tamasay）。タマサイが首飾りを意味するにもかかわらず、「シトキ」としか書かれていない。

## 概要
新井が1720年（享保5年）に松前藩の情報や日中の史書を中心とする内外の資料を参考にして漢文で執筆した、体系的な地誌である。新井は18世紀初頭には江戸幕府第6代将軍の徳川家宣・同じく第7代将軍徳川家継の補佐役であったが、本書執筆時には引退していた。
本書には多くの誤りが含まれているものの、著者のネームバリューと類書の欠如により、18世紀の終わり頃まで最も権威ある蝦夷地についての書物として扱われていた。
本書が取り扱っている地理的な範囲は北海道（北海道アイヌ語: Yaunmosir）・樺太（北海道アイヌ語: Karapto、樺太アイヌ語: Karahto）・千島列島（北海道アイヌ語: Poromosir）である。これら地域の山川、アイヌの風俗、産物が記されている。また、松前氏の蝦夷地経営がどのようなものだったかも記述されている。
『蝦夷志』は序、蝦夷地図説、本文という構成であり、本文は蝦夷（北海道）、北蝦夷（樺太）、東北諸夷（千島列島）の3部からなっている。巻末には人物や武具などの図が綿密かつ色彩豊かに描かれている。序文では、中国の史書における「蝦夷地」の住民（アイヌやオホーツク文化人）について論じられている。
『蝦夷志附図』には多くのアイヌ絵が付けられているが、こちらは
『蝦夷志』ほど流布しなかった。画家は不明であるが、アイヌの衣服など絵画が細密に描かれており、当時のアイヌの風俗を知るうえで重要な文献になっている。絵師が実際にアイヌの生活を直接観察して描かれ、図版の繊細度、色彩等、現存の写本の中では保存状態がよい。
また、新井は1711年（正徳元年）に「琉球国事略」、1719年（享保4年）12月に『南島志』を著している。これら3つの地誌の編纂から、新井が蝦夷地（北海道）と琉球王国（沖縄）を日本の周辺地域として注目していたことが読み取られる。

## 後年への影響
1779年（安永8年）から1784年（天明4年）の間に3度オランダ出島商館長を務めたイサーク・ティチングは、『蝦夷志』の序文をオランダ語に翻訳した後フランス語に翻訳し、死後出版の形で『地理と歴史の航海年代記』24巻に”II. Jeso-Ki”として収録した。
1862年（文久2年）に松浦武四郎が本書の木版本を刊行しているほか、『海表異聞』の32巻に『蝦夷志』が収録されている。

## リンク
- 蝦夷志 - 奥州デジタル文庫 - 全文を収録
- 蝦夷志
- オホーツク、二つの邂逅